# Peter S. Beagle
Peter Soyer Beagle (20 de abril de 1939) é um escritor e roteirista estadunidense, autor de obras de fantasia, ficção e não-ficção. Ele também é um guitarrista talentoso e cantor de folk. Ele se graduou em Letras pela Universidade de Pittsburgh. Ele escreveu seu primeiro romance, A Fine and Private Place, quando tinha apenas 19 anos de idade. Hoje ele é mais conhecido como o autor de The Last Unicorn, elencado costumeiramente como um dos dez maiores romances de fantasia de todos os tempos, e pelo menos dois outros de seus livros (A Fine and Private Place e I See By My Outfit) são considerados clássicos modernos. 
Em 2005 ele finalmente escreveu uma conclusão para The Last Unicorn, um pequeno romance intitulado Two Hearts, e começou a trabalhar numa sequência completamente nova. Em 2006, Two Hearts ganhou o prestigioso Hugo Award for Best Novelette e em 2007 o Nebula Award.
Beagle vive atualmente em Oakland, California.

## Disputa com a Granada Media
O livro de Peter S. Beagle The Last Unicorn foi transformado num filme homônimo de animação em 1982, baseado num roteiro do próprio Beagle.  Em 1979 Peter tinha um contrato com a ITC Entertainment que garantia a Beagle 5% dos lucros com o filme e 5% dos proventos oriundos de qualquer merchandising relativo ao filme.  Desde 1999 o filme passou à British Company Granada Media International (uma subsidiária da ITV plc). Peter S. Beagle está agora envolvido numa disputa financeira com a Granada Media sobre o não pagamento de seus direitos contratuais. O monte total devido chega a alguns milhões de dólares.

## Livros

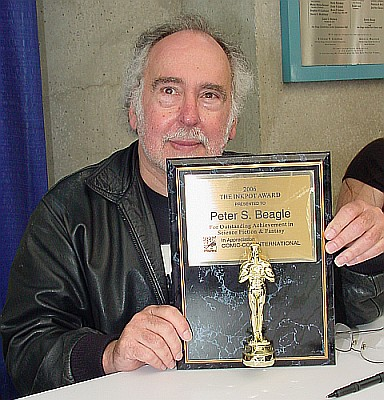
Peter S. Beagle sendo premiado em 2006

- A Fine and Private Place, 1960 (romance)
- I See By My Outfit: Cross-Country by Scooter, an Adventure, 1965 (não-ficção)
- The Last Unicorn, 1968 (fantasia)
- The California Feeling, 1969 (com o fotógrafo Michael Bry, não-ficção)
- Lila the Werewolf, 1974
- American Denim, 1975 (livro de arte)
- The Lady and Her Tiger, 1976 (com Pat Derby, não-ficção)
- The Fantasy Worlds of Peter S. Beagle, 1978
- The Garden of Earthly Delights, 1982
- The Folk of the Air, 1986
- The Innkeeper's Song, 1993
- In the Presence of the Elephants, 1995
- The Unicorn Sonata, 1996
- Giant Bones, 1997
- The Rhinoceros Who Quoted Nietzsche and Other Odd Acquaintances, 1997
- The Magician of Karakosk and Other Stories, 1999
- Tamsin, 1999
- A Dance for Emilia, 2000
- The Line Between, 2006 (coleção de histórias)
- Your Friendly Neighborhood Magician: Songs and Early Poems, 2006
- The Last Unicorn: The Lost Version, 2007
- Strange Roads 2008
- We Never Talk About My Brother, 2009
- Mirror Kingdoms: The Best of Peter S. Beagle, 2010

## Audiolivros
- The Last Unicorn, 1990
- A Fine and Private Place, 2002
- Giant Bones, 2002 (unabridged CD & cassette, read by Peter)
- Tamsin, 2002
- The Last Unicorn, 2005

## Roteiros
- The Dove, 1974
- The Greatest Thing That Almost Happened, 1977
- The Lord of the Rings, 1978
- The Last Unicorn, 1982
- "Sarek" (para a série Star Trek: The Next Generation), 1990
- A Whale of a Tale (episódio piloto para a série de televisão The Little Mermaid), 1992
- Camelot, 1996
- A Tale of Egypt, 1996

## No prelo
- Two Hearts, 2009
- Writing Sarek, 2009
- Sméagol, Déagol, and Beagle: Essays From the Headwaters of My Voice, 2009
- Summerlong,
- The First Last Unicorn and Other Beginnings, 2009
- Three Faces of The Lady, 2009
- I'm Afraid You've Got Dragons, 2009
- Green-Eyed Boy: Three Schmendrick Stories, 2009
- Three Unicorns, 2009
- Four Years, Five Seasons, 2009
- Mirror Kingdoms: The Best of Peter S. Beagle, 2010
- Sweet Lightning, 2010